# マグショット

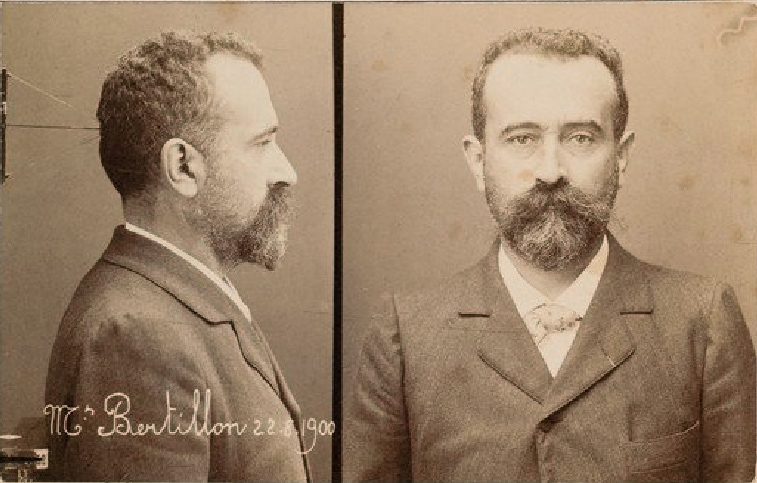
アルフォンス・ベルティヨンが撮影した自身のマグショット

マグショット（英語: mug shot もしくは mugshot）は、一般的には逮捕後に撮影される人物写真である。当初の目的は、被害者や捜査官による識別を可能とするために法執行機関が逮捕者の人別帳を作成することであった。
犯罪者の写真の撮影は写真の発明から数年後の1840年代に始まったが、1888年になってからフランスの警察官であったアルフォンス・ベルティヨンによってこの手順が標準化された。

## 語源
"Mug" は、18世紀に登場した英語のスラングで「顔」を意味する。マグショットはあらゆる小さな顔写真を意味する場合もある。

## 歴史
法執行機関が利用するために撮影された最古の囚人の写真は、1843年もしくは1844年にベルギーで撮影されたとされる。イギリスでは、1848年にリヴァプールもしくはバーミンガムの警察が犯罪者の写真を撮影していた。ニューヨーク市警察は、1857年までに犯罪者のダゲレオタイプが展示された画廊を開設していた。
1888年には、アルフォンス・ベルティヨンが前面と左側面から撮影した写真からなる現在のマグショットを発明し、ライティングやアングルを標準化した。この方式はすぐにヨーロッパ全土やアメリカ、ロシアで採用された。
20世紀に入って以降は、拘束した機関が、機関名・本人姓（名前は頭文字だけ）・日付・管理番号の入った札を本人の右胸に付けさせて撮影することが多い。
日本では、犯歴写真との名称で捜査機関が撮影している。

## ギャラリー
- ブッチ・キャシディ（1894年）
- ウラジーミル・レーニン（1895年）
- ベニート・ムッソリーニ（1903年）
- ヨシフ・スターリン（1911年）
- クライド・バロウ（1926年頃）
- アル・カポネ（1931年）
- ラッキー・ルチアーノ（1936年）
- レオナルド・コンティ（1945年）
- ヴィト・ジェノヴェーゼ（1969年）
- ジム・モリソン（1970年）
- ラリー・キング（1971年）
- パトリシア・ハースト（1975年）
- ビル・ゲイツ（1977年）
- ジョン・ゴッティ（1990年）
- O・J・シンプソン（1994年）
- マイケル・ジャクソン（2003年）
- パリス・ヒルトン（2007年）
- チャールズ・マンソン（2011年）
- ジャスティン・ビーバー（2014年）
- XXXテンタシオン（2016年）
- タイガー・ウッズ（2017年）
- ジェレミー・ミークス（英語版）（2017年）